# Antwerp (Ohio)

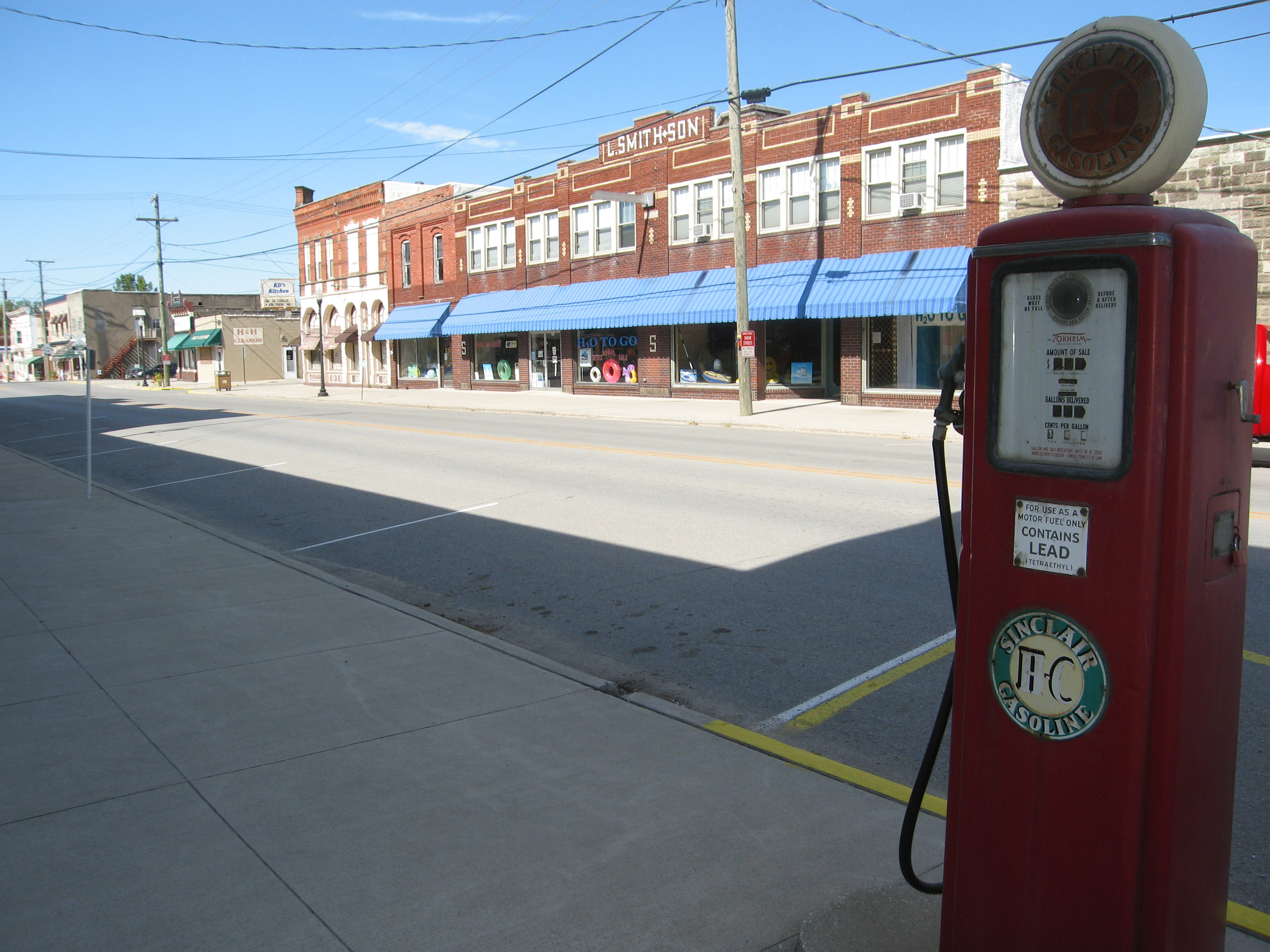
De hoofdstraat

Antwerp is een plaats (village) in de Amerikaanse staat Ohio, en valt bestuurlijk gezien onder Paulding County. Ten oosten van Antwerp ligt het 8 km² grote Six Mile Reservoir, dat in 1840 gecreëerd werd door het bouwen van een dam. Het werd gebruikt om het Wabash en Eriekanaal van water te voorzien. De plaats is vernoemd naar de Belgische stad Antwerpen.

## Geschiedenis
In het tweede deel van de 19de eeuw was Antwerp het grootste dorp in Paulding County en haar economie werd aangedreven door de lucratieve lokale houtkap. De "Wabash Railroad Company" besloot een treinstation, dat significant groter was dan de andere stations in de omgeving, te bouwen in het dorp. Het station werd in 1976 gesloten en verkocht aan de lokale geschiedkundige vereniging. Het gebouw is opgenomen in het nationaal register van historische plaatsen in de V.S. als "Antwerp Norfolk and Western Depot".

## Demografie
Bij de volkstelling in 2000 werd het aantal inwoners vastgesteld op 1740.
In 2006 is het aantal inwoners door het United States Census Bureau geschat op 1642, een daling van 98 (-5,6%).

## Beroemde inwoners
Asa Long, een beroemd draughts-speler

## Geografie
Volgens het United States Census Bureau beslaat de plaats een oppervlakte van
3,0 km², waarvan 3,0 km² land en 0,0 km² water. Antwerp ligt op ongeveer 222 m boven zeeniveau.

### Plaatsen in de nabije omgeving
De onderstaande figuur toont nabijgelegen plaatsen in een straal van 16 km rond Antwerp.